# Atletika na Letních olympijských hrách 1992 – vrh koulí muži
Vrh koulí mužů na Letních olympijských hrách 1992 se uskutečnil 31. července na Olympijském stadionu v Barceloně. Zlatou medaili získal reprezentant Spojených států amerických Mike Stulce, stříbro jeho krajan Jim Doehring a bronz Vjačeslav Lycho reprezentující Společenství nezávislých států.

## Výsledky finále
| *                | jméno              | země                              | 1     | 2     | 3     | 4     | 5     | 6     | výsledek |
| ---------------- | ------------------ | --------------------------------- | ----- | ----- | ----- | ----- | ----- | ----- | -------- |
| Zlatá medaile    | Mike Stulce        | Spojené státy americké            | 21,49 | 21,58 | x     | 21,11 | 21,70 | x     | 21,70 m  |
| Stříbrná medaile | Jim Doehring       | Spojené státy americké            | 19,89 | 20,96 | x     | 20,17 | x     | 20,03 | 20,96 m  |
| Bronzová medaile | Vjačeslav Lycho    | Sjednocený tým                    | 20,93 | 20,94 | 20,79 | x     | 19,99 | 20,35 | 20,94 m  |
| 4.               | Werner Günthör     | Švýcarsko                         | 19,74 | 20,01 | 20,27 | 20,85 | x     | 20,91 | 20,91 m  |
| 5.               | Ulf Timmermann     | Německo                           | 20,12 | 20,03 | 19,82 | 20,49 | 20,10 | 20,38 | 20,49 m  |
| 6.               | Klaus Bodenmüller  | Rakousko                          | 20,13 | 20,19 | 20,48 | 20,39 | 19,81 | 19,92 | 20,48 m  |
| 7.               | Dragan Perić       | Individuální olympijští účastníci | x     | 19,90 | 19,59 | 20,07 | x     | 20,32 | 20,32 m  |
| 8.               | Oleksandr Klymenko | Sjednocený tým                    | x     | 20,23 | x     | x     | x     | 20,14 | 20,23 m  |
| 9.               | Luciano Zerbini    | Itálie                            | 19,88 | 19,75 | 19,54 |       |       |       | 19,88 m  |
| 10.              | Ron Backes         | Spojené státy americké            | 19,75 | x     | x     |       |       |       | 19,75 m  |
| 11.              | Alessandro Andrei  | Itálie                            | 19,46 | 19,53 | 19,62 |       |       |       | 19,62 m  |
| 12.              | Sören Tallhem      | Švédsko                           | 18,31 | 19,32 | x     |       |       |       | 18,31 m  |